# Stary kościół w Tampere
Stary Kościół w Tampere (fiń. Vanha kirkko, szw. Gamla kyrkan) – luterański kościół należący do założonej w 1926 kongregacji Tampereen ruotsalainen seurakunta, zlokalizowany w centrum Tampere (ulica Puutarhakatu 4) w Finlandii.

## Historia
Obiekt został zbudowany w 1824, jako pierwsza świątynia w mieście. Otwarto go 11 kwietnia 1825. Neoklasycystyczny kościół na planie krzyża zaprojektował urodzony we Włoszech Carlo Bassi. Budowę opóźniły spory o lokalizację i materiały, jak również ubóstwo lokalnych mieszczan.
W miejscu piwnicy dworskiej na końcu ulicy Kauppakatu wzniesiono w latach 1828-1829 dzwonnicę projektu Carla Ludviga Engla, w której umieszczono dwa dzwony. W 1831 kościół ubogacono ołtarzem przedstawiającym Chrystusa w Ogrójcu namalowanym przez R.W. Ekmana, a kilka lat później zegarem wieżowym wykonanym przez pierwszego publicznego chronometrażystę miasta, Juha Jaakonpoika Könni z Ilmajoki. Zegar ten pokazuje tylko godziny, bez minut.
W miarę rozrastania się miasta, drewniany kościół wkrótce stał się ciasny. W 1847 rozbudowano go poprzez wydłużenie nawy i dobudowanie balkonów. Rok później ukończono budowę 22-głosowych organów zbudowanych przez urodzonego w Szwecji Andersa Thulé (1813-1872), założyciela fabryki organów Kangasala. Po ukończeniu budowy okazałego kościoła Aleksandra (1881) drewniany kościół stracił na znaczeniu, jednak w latach 90. XIX w. odnowiono jego wnętrze w duchu neorenesansu. Z tego okresu pochodzi obecna okładzina zewnętrzna kościoła. W latach 1953–1954 kościół został odrestaurowany i przywrócony do niemal pierwotnego, klasycystycznego wyglądu według planu opracowanego przez Nilsa Erika Wickberga (1909–2002). W 2000 kościół pomalowano wewnątrz i przearanżowano część ołtarzową. Konserwowano wówczas ambonę i odrestaurowano zakrystię. Drewniane elewacje, okna i drzwi oraz schody zostały wyremontowane i pomalowane w 2011. Fasada została odnowiona przez parafian i studentów Uniwersytetu Nauk Stosowanych w Tampere, jako praca studencka. Obiekt malowano z zewnątrz w 1983 i 1996.
Kościół jest świątynią popularną wśród imigrantów (m.in. msze w języku angielskim). Jest także chętnie wybierany jako miejsce zawierania ślubów.

## Galeria

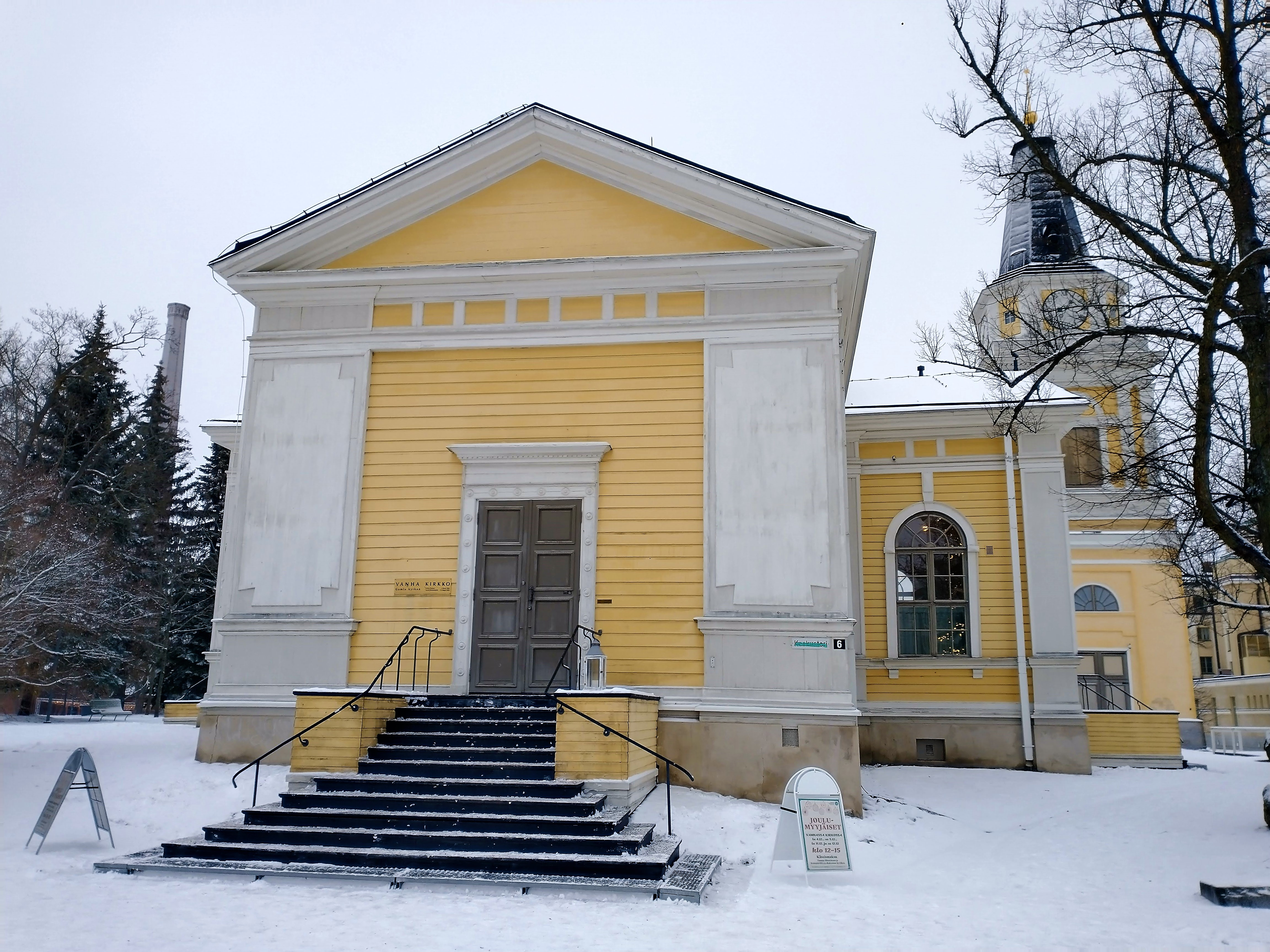
Elewacja główna
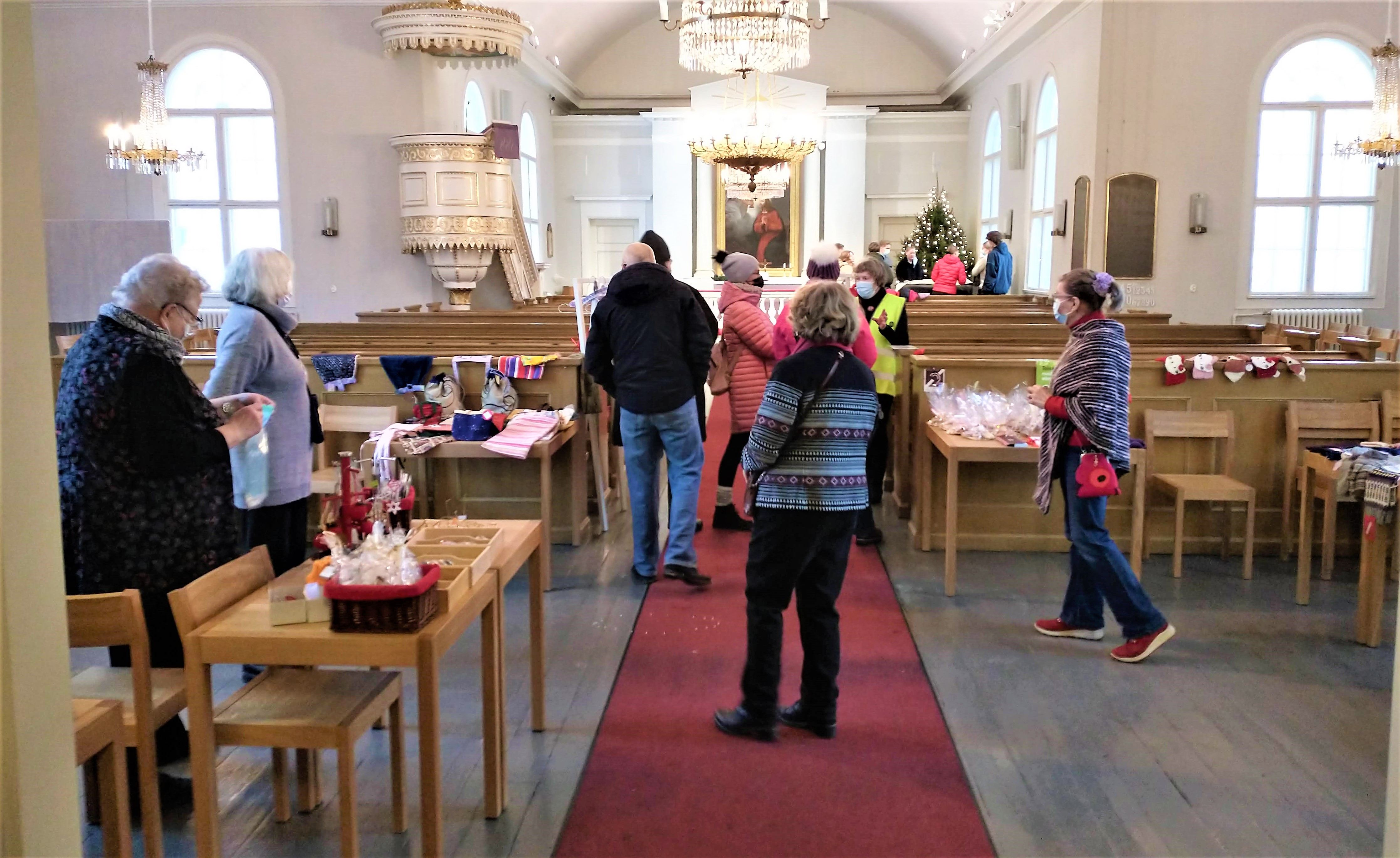
Wnętrze przed Bożym Narodzeniem
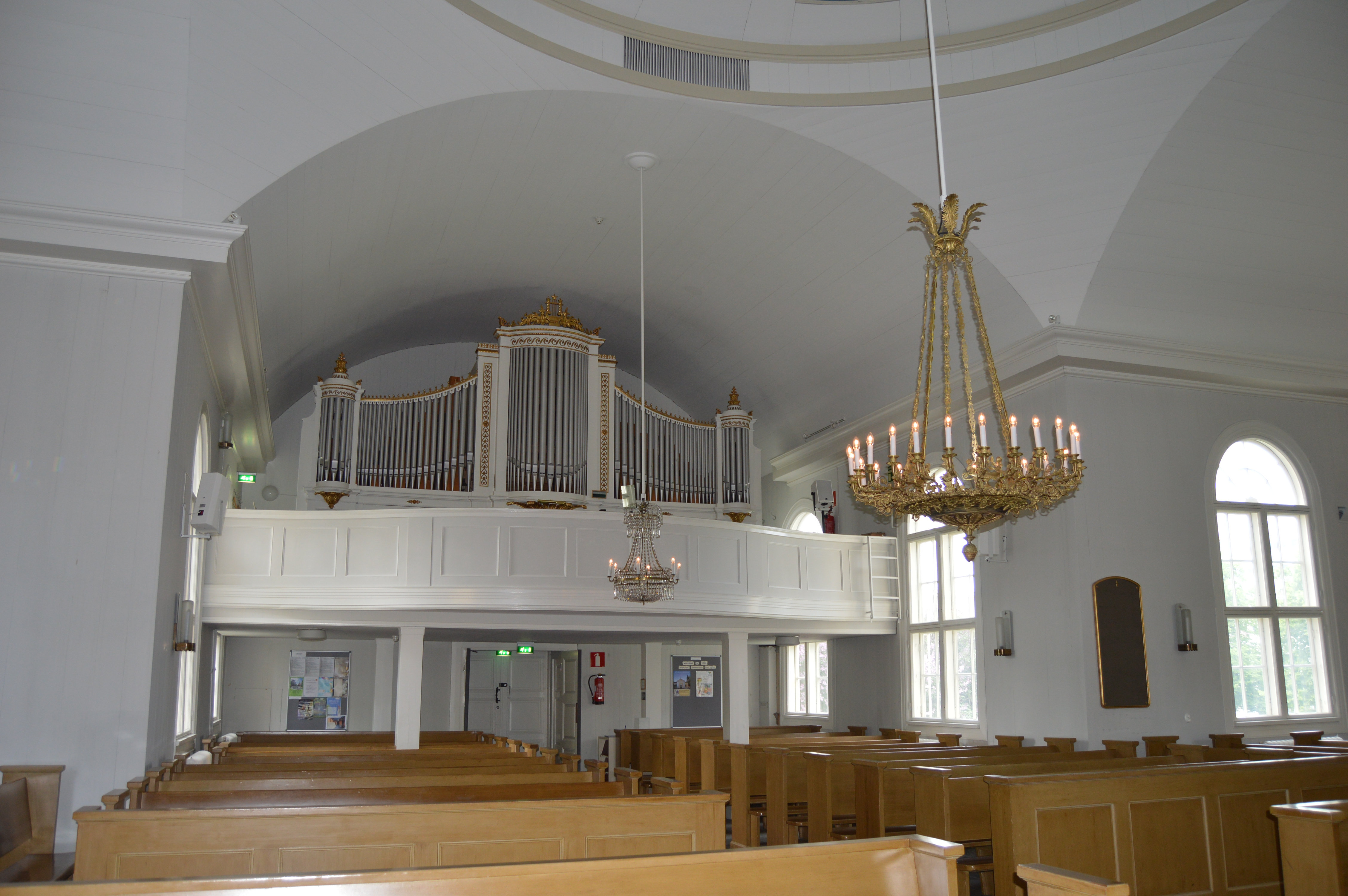
Balkon i organy